# Rie Kitahara
Rie Kitahara (北原 里英 Kitahara Rie?,  Ichinomiya, Prefectura de Aichi, 24 de junio de 1991) es una idol, cantante y actriz japonesa, actualmente afiliada a Ohta Production. Es conocida por haber sido miembro de los grupos AKB48 y SKE48, así como también por su colaboración con NGT48. Kitahara debutó en 2008 como miembro del Equipo A y llegó a ser segunda cocapitana del Equipo K en 2014. En marzo de 2015, se anunció que sería transferida a NGT48 como capitana. Ha participado en numerosos de los principales sencillos de sus respectivos grupos y siempre se posicionó dentro del ranking veinte durante las elecciones generales de AKB48. Desde 2011, Kitahara también es miembro del subgrupo "Not Yet".

## Filmografía

### Películas
- Documentary of AKB48: To Be Continued (2011) - Ella misma
- Documentary of AKB48: Show Must Go On (2012) - Ella misma
- Graffreeter Toki (2012)
- Joker Game (2012) - Chinatsu Akasawa
- Documentary of AKB48: No Flower Without Rain (2013) - Ella misma
- Documentary of AKB48: The Time Has Come (2014) - Ella misma
- 9tsu no Mado (2016) - segmento "Odenwa Arigatou Gozaimasu"
- Ninkyo Yaro (2016)
- Sunny/32 (2018)

### Dramas
- Majisuka Gakuen (2010) - Unagi
- Majisuka Gakuen 2 (2011) -  Unagi
- Rokudenashi Blues (2011) - Kazumi Mai
- Shiritsu Bakaleya Koko (2012) - Momoko
- Majisuka Gakuen 3 (2012, ep1,12) - Prisonera
- Kazoku Game (2013) - Asuka Mogami
- AKB Horror Night: Adrenaline's Night Ep.29 - Prenatal care (2016) - Mizuki
- AKB Love Night: Love Factory Ep.5 - Grilled Meat Date (2016) -  Moeno
- Higurashi No Naku Koro Ni  (2016) - Takano Miyo

### Películas para la televisión
- Minna! Esupa Dayo! Bangaihen - Esupa, Miyako e Iku (2015) - Shizuka Tachibana

### Anime
- Gakkō no Kowai Uwasa: Shin Hanako-san ga Kita!! (2010)

### Show de variedades
- AKBingo!
- Naruhodo High School
- AKB 600sec.
- AKB-Kyuu Gourmet Stadium
- AKB48+10
- AKB 1/48
- AKB to XX!
- Bimyo-na Tobira AKB48 no GachiChallenge
- AKB48 Nemōsu TV (AKB48ネ申テレビ?)
- Terrace House: Boys × Girls Next Door
- AKB Kousagi Dojo
- AKB48 no Anta, Dare?
- HKT48 vs. NGT48 Sashikita Gassen
- NGT48 no Niigata Furendo!

### Radio shows
- AKB48 no All Night Nippon
- PORT DE NGT
- NGT48 no Minna Kamitaiou!! Radio Akushukai!!